# Potravní chování rodu Tyrannosaurus

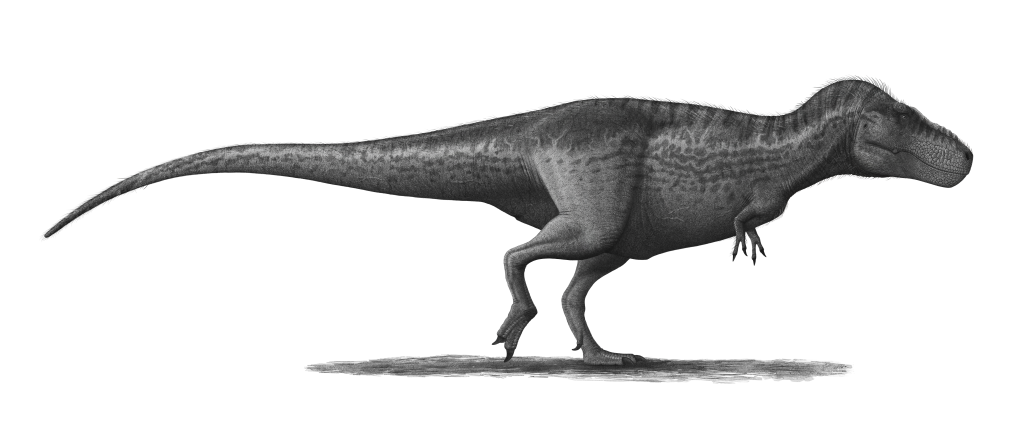
Tyrannosaurus rex byl obří teropodní dinosaurus z konce křídového období.

Tyrannosaurus rex byl obřím dravým dinosaurem (teropodem z čeledi Tyrannosauridae), žijícím na konci křídového období před 68 až 66 miliony let. Obýval území dnešního západu Severní Ameriky a patřil nejspíš k dominantním, navíc poměrně hojným predátorům. Interpretace jeho ekologické role a potravních návyků jsou ale stále předmětem vědeckých dohadů. Není například jisté, zda byl T. rex pouze aktivním predátorem, mrchožroutem, obojím, nebo zda dokonce nebyl kanibalem. Tato situace se navíc mohla výrazně měnit s věkem tyranosaurů.

## Aktivní lov

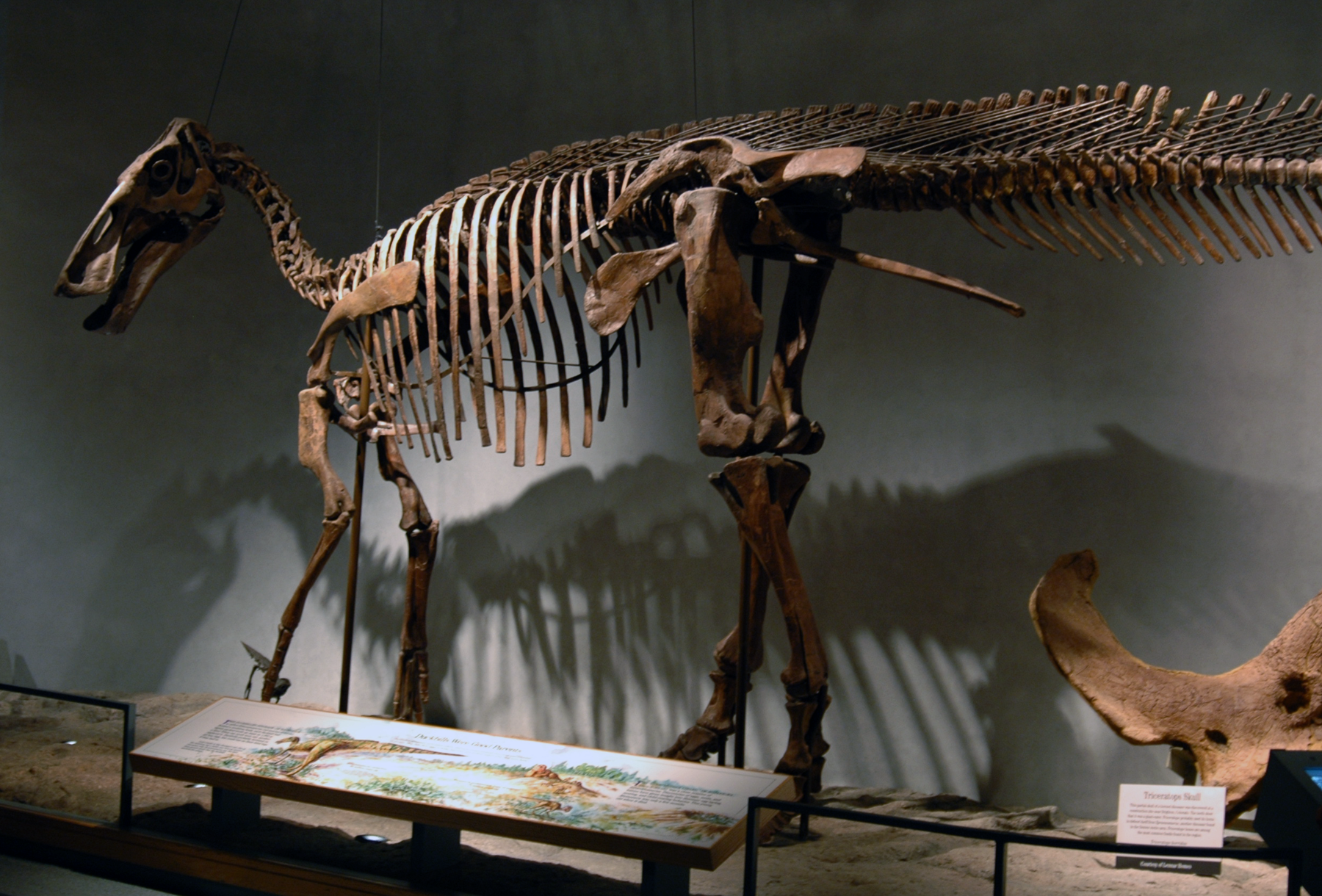
Poraněné obratle na ocase edmontosaura dokládají, že tento jedinec byl za svého života napaden tyranosaurem.

Pro aktivní lov u tyranosaurů svědčí početné zkameněliny býložravých dinosaurů (například ceratopsid Triceratops a hadrosaurid Edmontosaurus) se stopami po zhojených zraněních od tyranosauřích zubů. Vzhledem k tomu, že se zranění u napadených jedinců hojila, je jisté, že dinosauři byli v době útoku živí a nešlo tedy o pojídání zdechlin. Tyranosauři se také na svoji velikost dokázali pohybovat poměrně rychle a zřejmě tedy mohli ulovit většinu velkých býložravých dinosaurů ve svém okolí.
Tyranosauři měli velmi dobré smysly (zejména čich a zrak) a dokázali tedy kořist detekovat na velké vzdálenosti.
Zajímavé je, že v ekosystémech několika geologických souvrství možná žil společně Tyrannosaurus rex a gigantický sauropod Alamosaurus sanjuanensis, přičemž zástupci těchto druhů spolu možná sváděli souboje na život a na smrt (tyranosauři teoreticky mohli alamosaury aktivně lovit). O případné lovecké technice tyranosaurů, útočících na tyto gigantické býložravce, však dosud nic konkrétního nevíme.
Výzkum publikovaný v srpnu roku 2021 ukázal, že zakončení čelistí bylo u tyranosaurů velmi citlivé a obsahovalo neurovaskulární senzorický systém, podobně jako u dnešních krokodýlů. Konec čelistí měl proto u těchto obřích teropodů funkci citlivého orgánu, detailně vnímajícího blízké okolí.Tyranosauři tedy měli citlivý senzorický systém na konci čelistí. Ten jim umožňoval detailně prozkoumat jakékoliv objekty v dosahu, a to včetně kořisti, mláďat, jiných tyranosaurů, apod. Je možné, že tato funkce, kterou tyranosauři sdílejí se současnými krokodýly a vodními ptáky, umožňovala těmto dinosaurům lépe pečovat o svá mláďata, stavět hnízda nebo lépe a přesněji uchopovat do čelistí předměty.

## Mrchožroutství

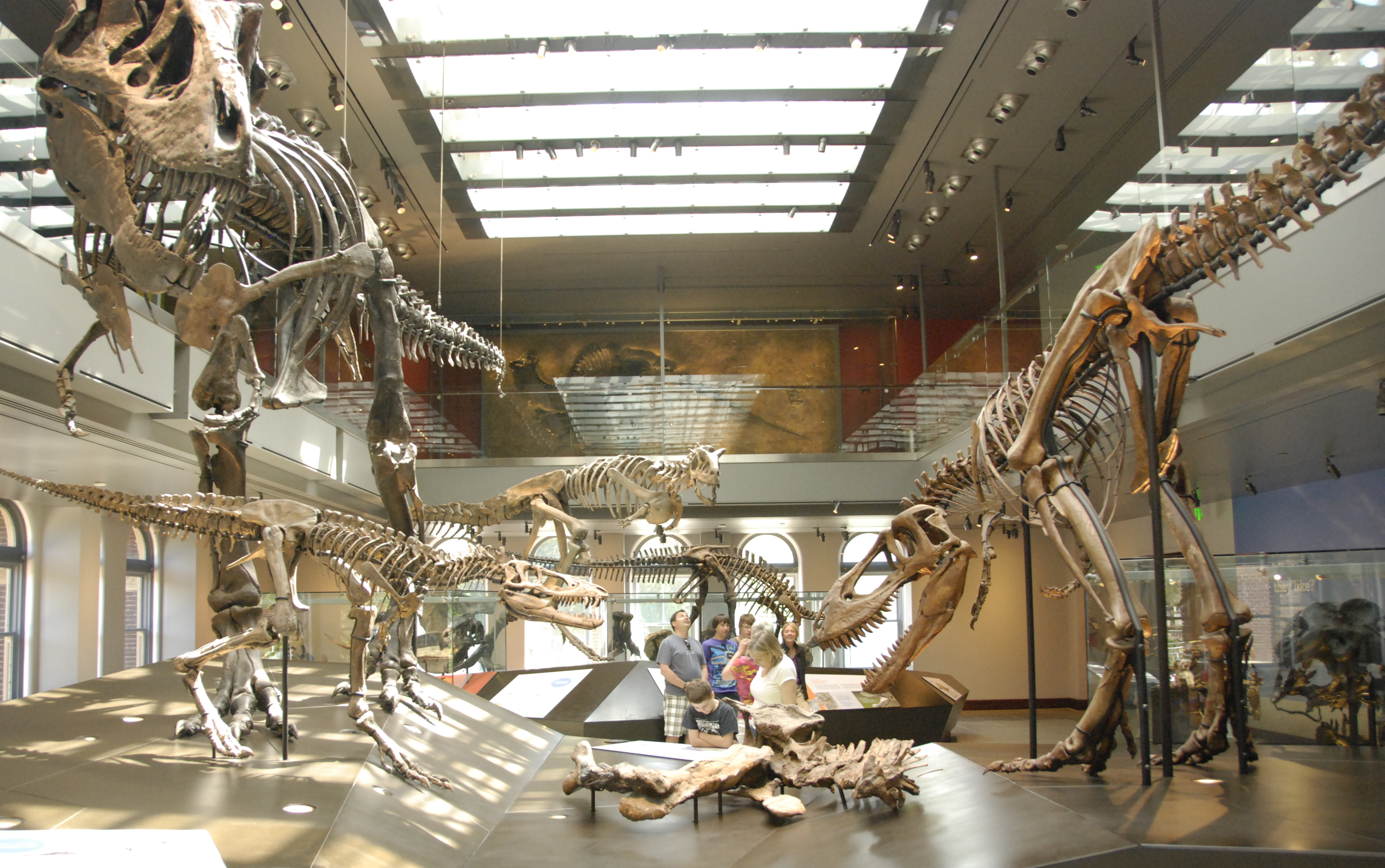
Tyranosauři byli patrně příležitostnými mrchožrouty.

Pro pojídání zdechlin u tyranosaurů svědčí jejich velmi dobrý čich (kterým zřejmě dokázali odhalit čerstvou zdechlinu na kilometry daleko) i jejich extrémně silný čelistní stisk (který jim zřejmě pomáhal jak při lovu, tak i při drcení kostí a dalších tkání při mechanickém zpracování a pojídání těl objevených zdechlin). Paleontolog Jack Horner se domnívá, že tyranosauři byli přednostními mrchožrouty a nelovili vůbec, nebo jen velmi vzácně. Tento názor však byl již do značné míry vyvrácen fosilními důkazy.

## Kanibalismus

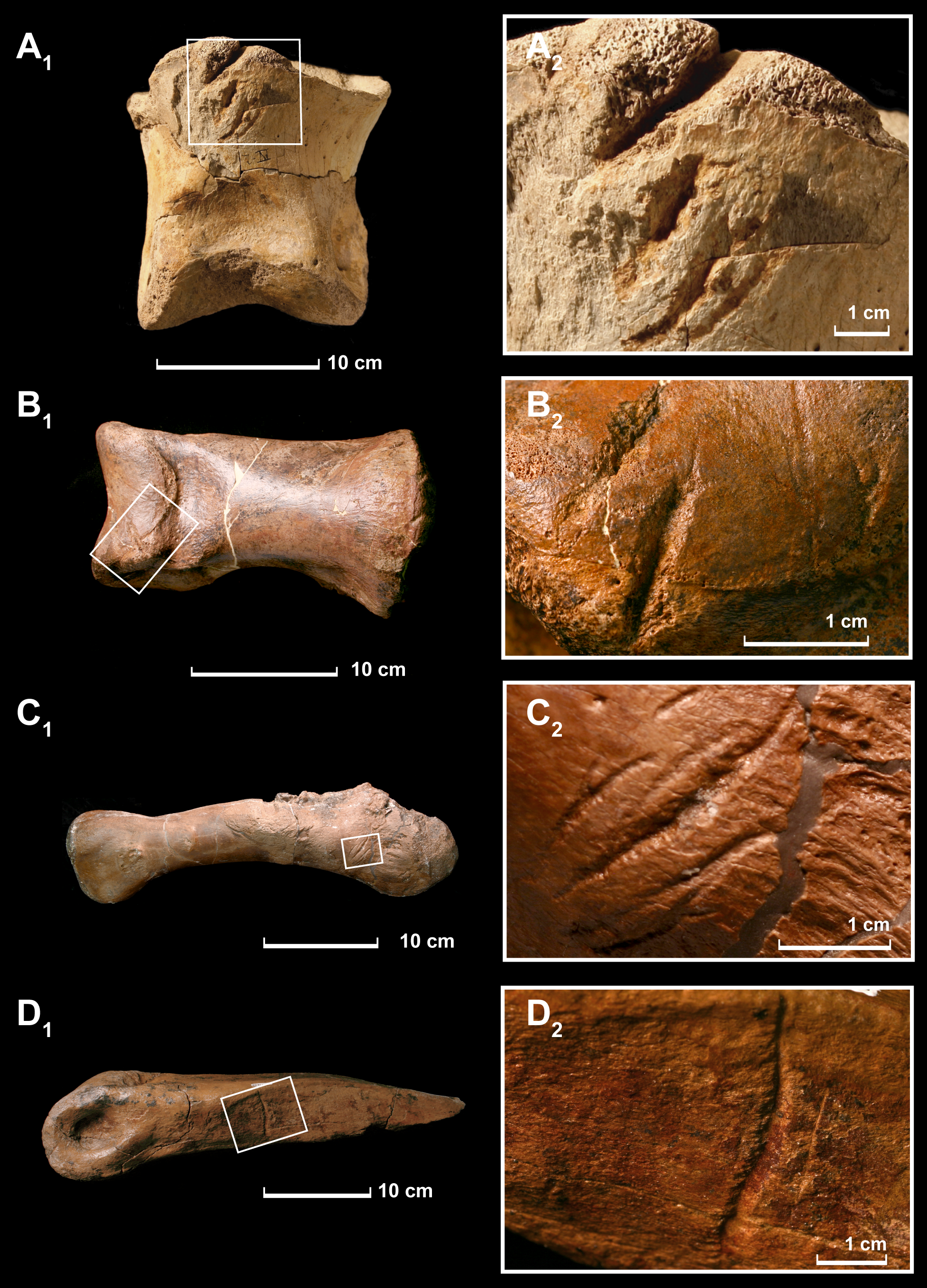
Fosilie tyranosaura, nasvědčující jeho kanibalismu.

Stopy po zraněních na kostech tyranosaurů dokazují, že tito teropodi byli vzájemně velmi agresivní a často spolu soupeřili o kořist, teritorium či o přístup k samicím. Vzájemné souboje byly na základě závažnosti zranění (identifikovaných na fosilních kostech) velmi surové a nezřídka vedly k těžkým zraněním nebo dokonce smrti jednoho ze soupeřů. Objevují se také doklady o příležitostném kanibalismu tyranosaurů, kteří zřejmě v některých situacích (nedostatek potravy, živelná pohroma apod.) pojídali i těla jedinců stejného druhu.